# Matriz banda
Em matemática, particularmente na teoria matricial, uma matriz banda é uma matriz esparsa cujas entradas diferentes de zero estão confinadas a uma banda diagonal, compreendendo a diagonal principal e zero ou mais diagonais em cada lado.

## Matriz banda

### Largura de banda
Formalmente, considere uma matriz {\displaystyle n\mathrm {x} n}, {\displaystyle A=(a_{i,j})}. Se todos os elementos da matriz forem zero fora de uma banda com borda diagonal, cujo intervalo é determinado pelas constantes {\displaystyle k_{1}} e {\displaystyle k_{2}}:
{\displaystyle a_{i,j}=0\quad {\mbox{se}}\quad j<i-k_{1}\quad {\mbox{ ou }}\quad j>i+k_{2};\quad k_{1},k_{2}\geq 0.\,}
então as quantidades {\displaystyle k_{1}} e {\displaystyle k_{2}} são chamadas de largura de banda inferior e largura de banda superior, respectivamente A largura de banda da matriz é o máximo de {\displaystyle k_{1}} e {\displaystyle k_{2}}; em outras palavras, é o número {\displaystyle k} tal que {\displaystyle a_{i,j}=0} se {\displaystyle |i-j|>k}.

### Definição
Uma matriz é chamada de matriz banda ou matriz de banda se sua largura de banda for razoavelmente pequena.

## Exemplos
- Uma matriz banda com {\displaystyle k_{1}=k_{2}=0} é uma matriz diagonal
- Uma matriz banda com {\displaystyle k_{1}=k_{2}=1} é uma matriz tridiagonal
- Para {\displaystyle k_{1}=k_{2}=2}, temos uma matriz pentadiagonal e assim por diante.
- Matrizes triangulares
  - Para {\displaystyle k_{1}=0}, {\displaystyle k_{2}=n-1}, obtém-se a definição de uma matriz triangular superior
  - da mesma forma, para {\displaystyle k_{1}=n-1}, {\displaystyle k_{2}=0} obtém-se uma matriz triangular inferior.
- Matrizes de Hessenberg superior e inferior
- Matrizes de Toeplitz quando a largura de banda é limitada.
- Matrizes diagonais de bloco
- Matrizes de deslocamento e matrizes de cisalhamento
- Matrizes na forma canônica de Jordan
- Uma matriz de horizonte, também chamada de "matriz banda variável" – uma generalização da matriz banda
- As inversas das matrizes de Lehmer são matrizes tridiagonais constantes e, portanto, matrizes banda.

## Aplicações
Na análise numérica, matrizes de problemas de elementos finitos ou diferenças finitas são frequentemente agrupadas. Essas matrizes podem ser vistas como descrições do acoplamento entre as variáveis do problema; a propriedade com bandas corresponde ao fato de que as variáveis não são acopladas em distâncias arbitrariamente grandes. Essas matrizes podem ser divididas posteriormente – por exemplo, matrizes banda existem onde cada elemento na banda é diferente de zero. Muitas vezes surgem ao discriminar problemas unidimensionais.[carece de fontes?]
Problemas em dimensões superiores também levam a matrizes banda, caso em que a própria banda tende a ser esparsa. Por exemplo, uma equação diferencial parcial em um domínio quadrado (usando diferenças centrais) produzirá uma matriz com largura de banda igual à raiz quadrada da dimensão da matriz, mas dentro da banda apenas 5 diagonais são diferentes de zero. Infelizmente, a aplicação de eliminação Gaussiana (ou equivalentemente uma decomposição LU) a tal matriz resulta na banda sendo preenchida por muitos elementos diferentes de zero.

## Armazenamento de banda
Matrizes banda são geralmente armazenadas armazenando as diagonais na banda; o resto é implicitamente zero.
Por exemplo, uma matriz tridiagonal tem largura de banda 1. A matriz 6 por 6
{\displaystyle {\begin{bmatrix}B_{11}&B_{12}&0&\cdots &\cdots &0\\B_{21}&B_{22}&B_{23}&\ddots &\ddots &\vdots \\0&B_{32}&B_{33}&B_{34}&\ddots &\vdots \\\vdots &\ddots &B_{43}&B_{44}&B_{45}&0\\\vdots &\ddots &\ddots &B_{54}&B_{55}&B_{56}\\0&\cdots &\cdots &0&B_{65}&B_{66}\end{bmatrix}}}
é armazenada como a matriz 6 por 3
{\displaystyle {\begin{bmatrix}0&B_{11}&B_{12}\\B_{21}&B_{22}&B_{23}\\B_{32}&B_{33}&B_{34}\\B_{43}&B_{44}&B_{45}\\B_{54}&B_{55}&B_{56}\\B_{65}&B_{66}&0\end{bmatrix}}.}
Uma economia adicional é possível quando a matriz é simétrica. Por exemplo, considere uma matriz simétrica 6 por 6 com uma largura de banda superior de 2:
{\displaystyle {\begin{bmatrix}A_{11}&A_{12}&A_{13}&0&0&0\\0&A_{22}&A_{23}&A_{24}&0&0\\0&0&A_{33}&A_{34}&A_{35}&0\\0&0&0&A_{44}&A_{45}&A_{46}\\0&0&0&0&A_{55}&A_{56}\\0&0&0&0&0&A_{66}\end{bmatrix}}.}
Esta matriz é armazenada como a matriz 6 por 3:
{\displaystyle {\begin{bmatrix}A_{11}&A_{12}&A_{13}\\A_{22}&A_{23}&A_{24}\\A_{33}&A_{34}&A_{35}\\A_{44}&A_{45}&A_{46}\\A_{55}&A_{56}&0\\A_{66}&0&0\end{bmatrix}}.}

## Forma de banda de matrizes esparsas
Do ponto de vista computacional, trabalhar com matrizes banda é sempre preferencial a trabalhar com matrizes quadradas de dimensões semelhantes. Uma matriz banda pode ser comparada em complexidade a uma matriz retangular cuja dimensão da linha é igual à largura de banda da matriz de banda. Assim, o trabalho envolvido na execução de operações como a multiplicação cai significativamente, muitas vezes levando a uma enorme economia em termos de tempo de cálculo e complexidade.
Como matrizes esparsas se prestam a cálculos mais eficientes do que matrizes densas, bem como na utilização mais eficiente de armazenamento de computador, tem havido muitas pesquisas focadas em encontrar maneiras de minimizar a largura de banda (ou minimizar diretamente o preenchimento) aplicando permutações para a matriz, ou outras transformações de equivalência ou similaridade.
O algoritmo Cuthill–McKee pode ser usado para reduzir a largura de banda de uma matriz simétrica esparsa. Existem, no entanto, matrizes para as quais o algoritmo reverso de Cuthill–McKee tem melhor desempenho. Existem muitos outros métodos em uso.
O problema de encontrar uma representação de uma matriz com largura de banda mínima por meio de permutações de linhas e colunas é NP-difícil.